# Rubídium-ditionát
A rubídium-ditionát a ditionsav rubídiumsója, képlete Rb2S2O6.

## Előállítása
Rubídium-karbonát és bárium-ditionát reakciójával állítható elő:
{\displaystyle \mathrm {Rb_{2}CO_{3}+BaS_{2}O_{6}\longrightarrow Rb_{2}S_{2}O_{6}+BaCO_{3}\downarrow } }

## Tulajdonságai
Kristályszerkezete trigonális, tércsoport  P321. Rácsállandói: a = 1017 pm, c = 642 pm. Elemi cellája három ionpárt tartalmaz.
Mint minden ditionát, hevítésre diszproporcionálódik, a reakció során rubídium-szulfát és kén-dioxid keletkezik:
{\displaystyle \mathrm {Rb_{2}S_{2}O_{6}\longrightarrow Rb_{2}SO_{4}+SO_{2}\uparrow } }
Hidrogén-fluoriddal reagálva Rb2F2S2O5 összetételű rubídium-difluor-ditionát keletkezik belőle, mely trihidrátként kristályosodik:
{\displaystyle \mathrm {Rb_{2}S_{2}O_{6}+2\ HF\longrightarrow Rb_{2}F_{2}S_{2}O_{5}+H_{2}O} }

## Fordítás
Ez a szócikk részben vagy egészben  a   Rubidiumdithionat című német Wikipédia-szócikk ezen változatának fordításán alapul.  Az eredeti cikk szerkesztőit annak laptörténete sorolja fel. Ez a jelzés csupán a megfogalmazás eredetét és a szerzői jogokat jelzi, nem szolgál a cikkben szereplő információk forrásmegjelöléseként.